# Lac de Gérardmer
Lac de Gérardmer je ledenjačko jezero kod grada Gérardmer, Vosges, Francuska. Nalazi se u gorju Vogezi na nadmorskoj visini od 660 m. S površinom od 1,16 km² to je najveće prirodno jezero u gorju Vosges.
Odlijeva je su rijeku Jamagne, pritok Vologne.

## Vanjske poveznice
- Le lac de Gérardmer - video s obale jezera
- Lac de Gérardmer na elsass-netz.de (njemački)